# Le Soleil de Langres
Le Soleil de Langres, parfois nommé Le Soleil de l'autoroute ou simplement Le Soleil,, est une sculpture monumentale en acier inoxydable, réalisée par Louis Leygue et installée sur le plateau de Langres en 1983. Placée en bordure de l'A31, il s'agit d'un exemple significatif de ce que l'on peut appeler l'« art autoroutier ».

## Localisation
Le Soleil de Langres est érigé sur le territoire de la commune de Mardor, dans la Haute-Marne. La sculpture prend ainsi place au cœur du plateau de Langres, à environ 8,5 kilomètres à l'ouest de la ville de Langres.

### Autoroute
La sculpture est située en bordure ouest de l'A31, du côté des voies allant dans le sens Lorraine vers Bourgogne (elle est donc située sur la droite d'un automobiliste circulant dans ce sens, et sur sa gauche dans le sens inverse).
Placée au PR 110 (plus précisément, entre les plaquettes E52c indiquant les PR 110,6 et 110,7), elle s'élève entre les sorties suivantes :
- 6 à Perrogney vers Langres-sud, sortie située à 10,2 km de la sculpture[4] (PR 100,290)[6] ;
- 7 à Rolampont vers Langres-nord, sortie située à 9,5 km de la sculpture[4] (PR 119,900)[6].

À 3 km au nord de la sculpture, à Beauchemin, un échangeur permet de rejoindre l'A5 vers Paris (PR 113,402).
À environ 700 mètres au nord de la sculpture, l'A31 est traversée par un pont supportant la route entre Mardor d'une part, et Saint-Ciergues et le lac de la Mouche d'autre part.

## Description
Le Soleil de Langres est une sculpture monumentale en acier inoxydable, mesurant 15 mètres de hauteur, 5 mètres de largeur et 4,5 mètres de profondeur,.
« Annonçant la route du midi », elle représente le soleil de manière stylisée, « soleil que vont rencontrer les automobilistes du Nord et de l'Est de l'Europe qui ont pris la direction de la Méditerranée ».
Le sociologue Martin de La Soudière (d) voit également dans cette représentation du soleil une possible réponse humoristique à la réputation de Langres de faire partie des villes les plus froides de France.

## Histoire
La sculpture est financée par le 1 % artistique lié à la construction de l'A31 entre Montigny-le-Roi et Til-Châtel. La Société des autoroutes Paris-Rhin-Rhône (SAPRR), société concessionnaire de l'A31 sur ce secteur, en passe commande à Louis Leygue en 1982. La sculpture et le tronçon sont inaugurés le 28 juin 1983 par Gaston Defferre, ministre de l'Intérieur.